# Dariusz Przybylski. Percussion Works
Dariusz Przybylski. Percussion Works – album ze współczesną muzyką kameralną polskiego kompozytora Dariusza Przybylskiego wykonaną przez perkusistę Leszka Lorenta i gości, wydany 9 listopada 2018 nakładem wydawnictwa Chopin University Press. Nominacja do Fryderyka 2019 w kategorii «Album Roku Muzyka Kameralna».

## Lista utworów
1. ...The Rest Is Silence... na dwa fortepiany i dwie perkusje (2005) [10:32]
2. σκιαμαχια (Skiamachia) na perkusję solo (2010) [10:28]
3. Subkontur na perkusję i dźwięki elektroniczne (2007) [10:52]
4. Rituals na dwie perkusje (2007): I. Ritual of Birth [3:29]
5. Rituals na dwie perkusje (2007): II. Ritual of Sea [3:14]
6. Rituals na dwie perkusje (2007): III. Ritual of Hypnosis [3:10]
7. Rituals na dwie perkusje (2007): IV. Ritual of Rain [3:53]
8. Rituals na dwie perkusje (2007): V. Ritual of Spiders [2:33]
9. Nekyia na cztery perkusje i kwartet dęty blaszany (2007) [15:03]

## Wykonawcy
- Leszek Lorent – perkusja solo
- Krzysztof Niezgoda, Szymon Linette, Michał Niedziałek – perkusja
- Aleksander Dębicz, Andrzej Karałow – fortepian
- Lubomir Jarosz – trąbka
- Henryk Kowalewicz – waltornia
- Zoltan Kiss – puzon
- Jakub Mastalerz – puzon basowy
- Monika Wolińska – dyrygent